# Peter Rauth

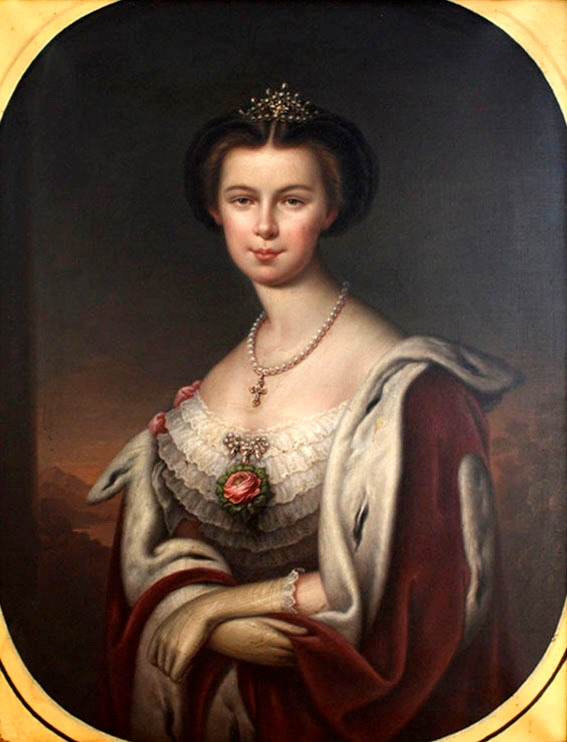
Kaiserin Elisabeth

Peter Rauth (* 9. Juni 1828 in Rum bei Innsbruck; † 1896 in Heidelberg) war ein österreichischer Porträtmaler.
Rauth studierte seit dem 30. Oktober 1852 an der Königlichen Akademie der Künste in München und erhielt am 31. Dezember 1852 die Matrikel. 
Nach dem Studium war er in Wien und später Heidelberg ansässig und wurde als Porträtmaler tätig. Er porträtierte u. a. den  jungen Kaiser Franz Joseph I. und die Kaiserin Elisabeth von Österreich-Ungarn. Er malte auch Altarblätter, u. a. für die Kirchen in Karres und Terfens in Tirol.